# 野上武志
野上 武志（のがみ たけし）は 、日本の漫画家。男性。

## 来歴
しけたみがの名義にて、ビブロス、『カラフル満福星』から『RUN MEROS RUN』にて2000年にデビュー。
『鋼鉄の少女たち』、『セーラー服と重戦車』、『紫電改のマキ』、『ガールズ&パンツァー リボンの武者』など、戦争などの軍事行為、あるいは戦車・軍艦・戦闘機といったミリタリー関係のガジェットに美少女を絡める、｢ミリタリー+萌え｣の作品が非常に多いことが特徴。ほかに、イカロス出版の『MC☆あくしず』内連載の『萌えよ!戦車学校』の挿絵、『ストライクウィッチーズ』にもタロットカードのイラストや外伝コミックの執筆などを行っている。
『Firstspear』名義で同人活動を行っており、オリジナルの架空海洋戦記「蒼海の世紀」は、後に商業単行本化されている。

## 作品リスト

### 漫画作品
- 『鋼鉄の少女たち』角川書店〈角川コミックス・エース〉全4巻（『エース桃組』〈未完〉） - しけたみがの名義。
- Photoshopでデジタルコミックを描こう！ デジタルコミック入門（ボーンデジタル） - しけたみがの名義。
- 『セーラー服と重戦車』秋田書店〈チャンピオンREDコミックス〉全9巻（『チャンピオンRED いちご』→『チャンピオンRED』2010年10月号 - 2012年6月号）
- 『月の海のるあ』少年画報社〈YKコミックス〉全4巻（『ヤングキングアワーズ』2007年10月号 - 2009年10月号）
- 『大和撫子〇〇七』富士美出版〈富士美コミックス〉全1巻（『ペンギンクラブ山賊版』）
- セーラー剣闘姫 嵐（『グラマン撃！』） - コミック未発売。
- 『蒼海の世紀』ジャイブ〈CR COMICS〉全7巻 - 同人作品の商業単行本化。
- 『ストライクウィッチーズ アフリカの魔女』角川書店〈角川コミックス・エース〉全1巻 - 同人作品の商業単行本化。
- 『ストライクウィッチーズ アンドラの魔女』角川書店〈角川コミックス・エース〉全1巻
- 『まりんこゆみ』星海社〈星海社COMICS〉全7巻（『最前線4PAGES』2012年9月11日 - 2017年5月2日）
- 『紫電改のマキ』秋田書店〈チャンピオンREDコミックス〉全15巻（『チャンピオンRED』2013年10月号 - 2020年2月号）
- 『ガールズ&パンツァー リボンの武者』KADOKAWA〈MFコミックス フラッパーシリーズ〉全16巻（『コミックフラッパー』2014年10月号 - 2021年4月号）
- 『TVアニメ創作秘話 〜手塚治虫とアニメを作った若者たち〜』秋田書店〈少年チャンピオン・コミックス・エクストラ〉全1巻（原作：宮﨑克、『週刊少年チャンピオン』2019年8号 - 15号）
- 『戦翼のシグルドリーヴァ 狂撃の英雄』KADOKAWA〈ヒューコミックス〉全2巻（原作：戦翼倶楽部、『Comic Hu』2020年10月4日 - 2021年8月4日）
- 『はるかリセット』秋田書店〈チャンピオンREDコミックス〉既刊21巻（『マンガクロス』2021年7月2日 - 連載中）
- 『オルクセン王国史〜野蛮なオークの国は、如何にして平和なエルフの国を焼き払うに至ったか〜』一二三書房〈ノヴァコミックス〉既刊4巻（原作：樽見京一郎、『コミックノヴァ』2024年01月12日 - 連載中）

### 挿絵
- ストライクウィッチーズ（エイラのタロットカード）
- 鉄車帝国の女囚（吉田親司著、二見書房）
- 萌えよ!戦車学校（イカロス出版、既刊9巻、別冊2巻）

### その他
- ガールズ&パンツァー（キャラクター原案協力）[1]
- 蒼き鋼のアルペジオ -アルス・ノヴァ-（再放送版・第7話エンドカード）
- SHIROBAKO（劇中劇『第三飛行少女隊』キャラクター原案）
- ミリ姫大戦（一部キャラクターデザイン）
- 皇国の守護者（5巻・巻末イラスト、しけたみがの名義）
- ハイスクール・フリート（第11・12話サブキャラクター原案協力）
- ゼノブレイド2（レアブレイドデザイン）